# Liste der Naturdenkmale in Wiesenbach (Baden)
| Naturdenkmale | Anzahl |
| ------------- | ------ |
| FND           | 0      |
| END           | 6      |
| Gesamt        | 6      |

Die Liste der Naturdenkmale in Wiesenbach nennt die verordneten Naturdenkmale (ND) der im baden-württembergischen Rhein-Neckar-Kreis liegenden Gemeinde Wiesenbach. In Wiesenbach gibt es insgesamt sechs als Naturdenkmal geschützte Objekte, keines ist ein flächenhaftes Naturdenkmal (FND), alle sind Einzelgebilde-Naturdenkmale (END).
Stand: 1. November 2016.

## Einzelgebilde (END)
| Name                                    | Bild | Kennung     | Einzelheiten | Position | Fläche Hektar | Datum         |
| --------------------------------------- | ---- | ----------- | ------------ | -------- | ------------- | ------------- |
| Rotbuche, Gew. Mückengrund, am Waldrand | BW   | 82260970005 | Wiesenbach   | ⊙        | 0,0           | 26. Feb. 2004 |
| Sommerlinde Ortsmitte                   | BW   | 82260970001 | Wiesenbach   | ⊙        | 0,0           | 26. Feb. 2004 |
| Wasserbirnbaum Gew. Rohräcker           | BW   | 82260970003 | Wiesenbach   | ⊙        | 0,0           | 26. Feb. 2004 |
| 2 Stieleichen                           | BW   | 82260970007 | Wiesenbach   | ⊙        | 0,0           | 26. Feb. 2004 |
| 20 Ahorn-Bäume Langenzell               | BW   | 82260970006 | Wiesenbach   | ⊙        | 0,0           | 26. Feb. 2004 |
| 3 Wasserbirnen, Gew. Neurott            | BW   | 82260970004 | Wiesenbach   | ⊙        | 0,0           | 26. Feb. 2004 |
| Legende für Naturdenkmal                |      |             |              |          |               |               |